# Fundo Financeiro para Desenvolvimento da Bacia do Prata

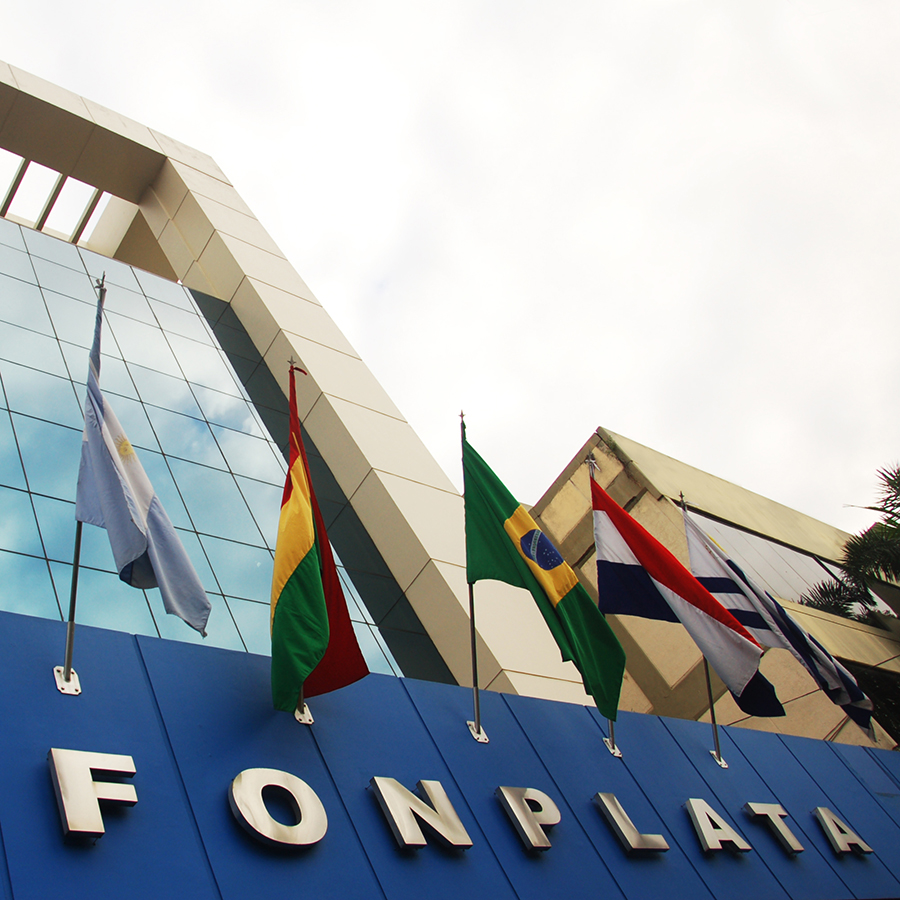
Vista da frente do edifício-sede.

O Fundo Financeiro para Desenvolvimento da Bacia do Prata (FONPLATA) é  uma entidade financeiro do Tratado da Bacia do Prata que apóia técnica e financeiramente a realização de estudos, projetos, programas, obras e iniciativas que promovam o desenvolvimento harmônico e a integração física dos países membros da Bacia do Prata: Argentina, Bolívia, Brasil, Paraguai e Uruguai. 

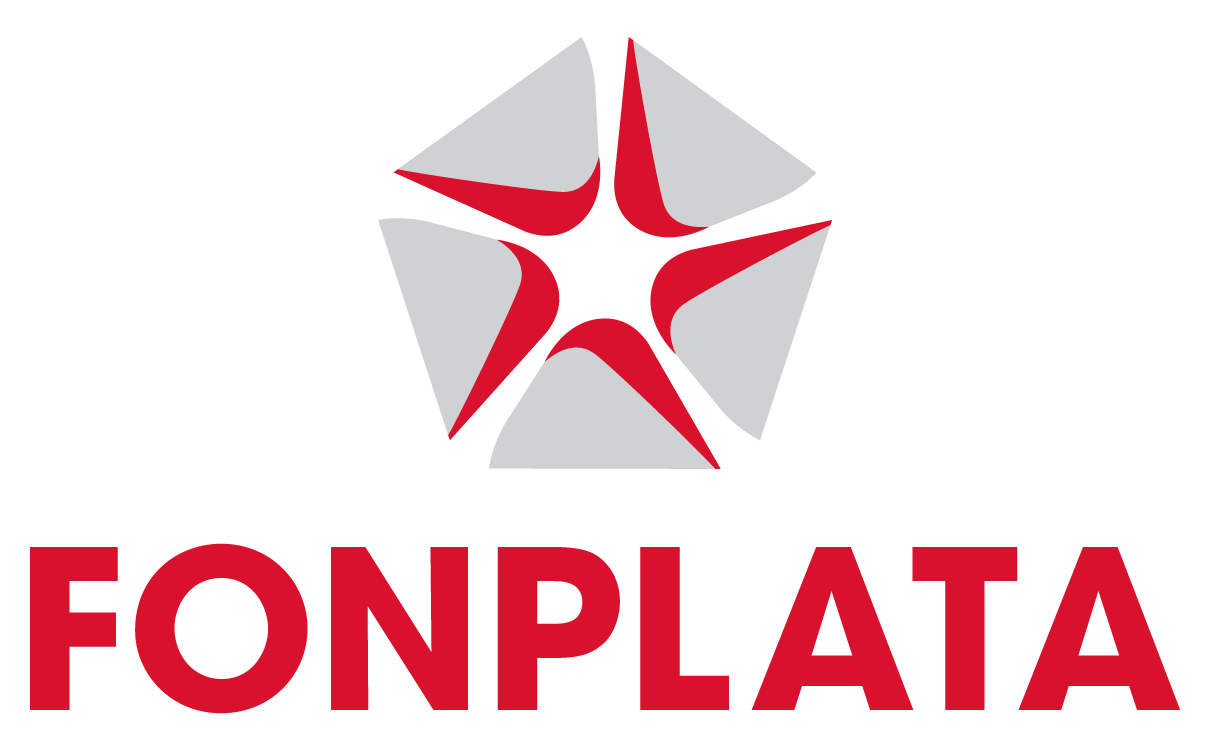
Logomarca.

## História
Formada em 1974 pela IV Reunião de Ministros das Relações Exteriores da Cuenca del Plata, a FONPLATA começou a operar em 1977, sendo sua primeira sede a cidade de Sucre, na Bolívia, mudando-se para a cidade de Santa Cruz de la Sierra, no mesmo país, em 2002.
Seu objetivo é colaborar com a integração dos países membros por meio do financiamento de projetos de média e pequena dimensão, a serem realizados em espaços geográficos definidos, priorizando aqueles a serem realizados em áreas fronteiriças e complementar os esforços desenvolvidos pelas instituições nacionais. e por outras agências de cooperação internacional. Além do apoio por meio da concessão de créditos, o FONPLATA fornece financiamento não reembolsável por meio de operações de cooperação técnica. Institucionalmente, o FONPLATA possui um Conselho de Governadores, um para cada país membro, um Conselho Executivo, também um para cada país membro, e um Presidente Executivo, eleito pelo Conselho de Governadores, que exerce a direção e administração gerais do órgão. O atual presidente executivo é o uruguaio Juan Enrique Notaro.
Desde 27 de setembro de 2016, o FONPLATA possui uma classificação de risco de crédito da Standard and Poor's de A- com perspectiva estável e A2 da Moody's.
Em novembro de 2018, foi consolidado sob o nome de FONPLATA - Banco de Desenvolvimento, modificando os Artigos do Acordo para estabelecer alianças estratégicas com novos países membros, bem como com outras agências e bancos de crédito multilaterais que compartilham seus valores institucionais e objetivos de desenvolvimento. em toda a região.

## Atuação
A maioria dos projetos apoiados pelo FONPLATA se refere à melhoria da infraestrutura - privilegiando a conectividade intra e inter-regional e o desenvolvimento urbano e ambiental. No entanto, o FONPLATA também apoiou projetos de desenvolvimento produtivo e cultural, consistentes com sua missão de mitigar as assimetrias econômicas e sociais.
A FONPLATA também desenvolve políticas de responsabilidade social corporativa. Nesse contexto, apoiou o Festival Internacional de Renascença e Música Barroca Americana e o Festival Internacional de Teatro "Santa Cruz de la Sierra", ambos organizados pela Associação de Arte e Cultura Pro (APAC) da Bolívia e participaram com uma amostra própria no Festival Internacional de Cinema de Santa Cruz, FENAVID
Em 17 de abril de 2020 o Diário Oficial da União publicou o encaminhamento da mensagem presidencial Nº 197, de 16 de abril de 2020, solicitando autorização do Senado Federal para que seja autorizada a contratação de operação de crédito externo, com garantia da República Federativa do Brasil, entre o Município de São Gonçalo do Amarante, no Estado do Rio Grande do Norte e o Fundo Financeiro para o Desenvolvimento da Bacia do Prata - FONPLATA, cujos recursos destinam-se ao financiamento parcial do Programa de Ações Estruturantes deste município.